# Peter Beck (Kabarettist)
Peter Beck (* 1954 in Bad Schwalbach) ist ein deutscher Komiker und Kabarettist.

## Leben

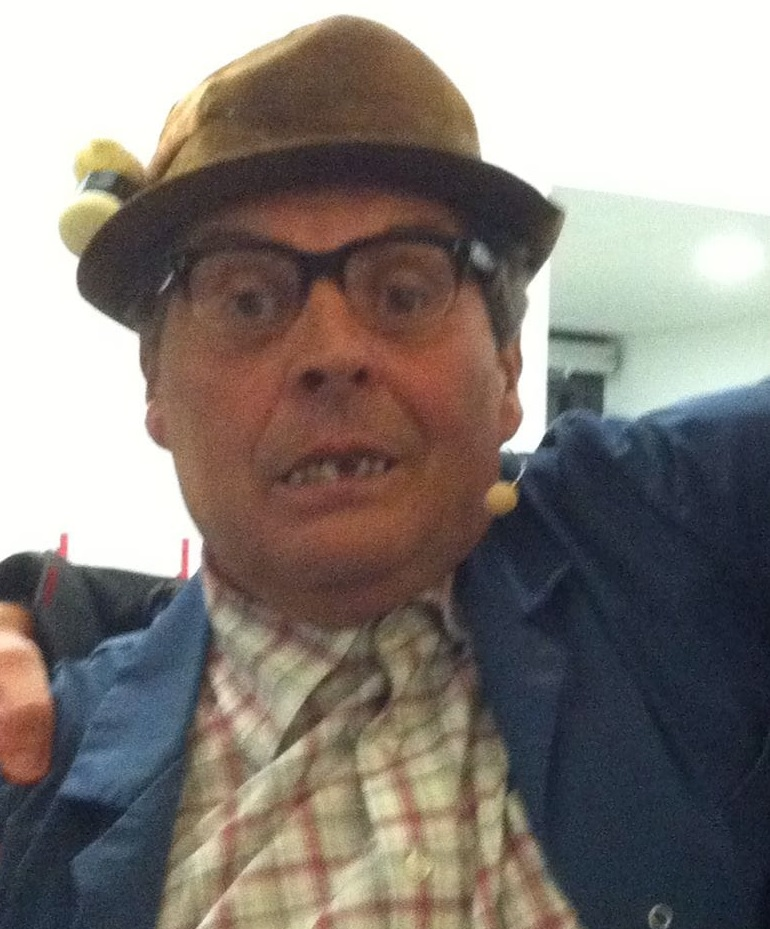
Begge Peder 2018 nach einem Auftritt in Raunheim

Bekannt wurde Beck durch die von ihm verkörperte Figur des „Begge Peder“, einem hessischen Original in Hausmeisterkittel und Manchesterhose, mit Hornbrille, einem Hut mit Rasierpinsel statt „Dachsbart“ und Zahnraffel mit verkrüppelten und krummen Zähnen. Im Jahre 1996 stand Beck erstmals auf einer kleinen Bühne im Taunussteiner Stadtteil Watzhahn.
Ab 2002 folgten regelmäßige Auftritte auf der Fastnachtssitzung des Mombacher Carneval Vereins, des Flörsheimer Carneval Vereins und bei der Mainzer Fastnacht. Dazu kamen bisher 6 Soloprogramme, die auf Tourneen dargeboten wurden, sowie zahlreiche kürzere TV-Auftritte innerhalb von Comedy-Sendungen.
Beck ist verheiratet und lebt in Taunusstein-Bleidenstadt.

## Fernsehen
- 2017: De Begge Peder, Porträt (SWR Fernsehen)[7]
- 2017: Begge Peder – Mo gugge (SWR Fernsehen)[8][9]
- 2017: So lacht der Südwesten, SWR Fernsehen[10]

## Veröffentlichungen
- Bäst of Begge Peder. Leinpfad Verlag, 2012, ISBN 978-3-942291-48-4.